# Caryophyllia compressa
Espèce
Caryophyllia compressa est une espèce de coraux appartenant à la famille des Caryophylliidae. L’appellation de ce corail est considérée en tant que nomen nudum.